# Семёновское (Ступинский район)
Семёновское — село в Ступинском районе Московской области центр Семёновского сельского поселения (до 2006 года — центр Семёновского сельского округа). На 2015 год в Семёновском 16 улиц, тупик, 2 ГСК и 3 садовых товарищества. Село связано автобусным сообщением с соседними населёнными пунктами и Серпуховом.
Семёновское расположено на западе района, у границы с Чеховским районом, на левом берегу реки Лопасни, высота центра села над уровнем моря — 136 м, через село проходит автодорога Московское большое кольцо. Ближайшие населённые пункты: Авдотьино — около 0,2 км на юго-запад, за рекой, Агарино — в 1,7 км на восток и Дубечино — в 1,5 км на север.
В Семёновском находится усадьба графов Орловых Отрада-Семёновское, памятник архитектуры федерального значения (сейчас — территория санатория Семеновское ФСБ России). Также действует Никольская церковь, 1778—1781 годов постройки, памятник архитектуры федерального значения и мавзолей-усыпальница Орловых (она же Церковь Успения Пресвятой Богородицы в Семеновском-Отраде, также федеральный памятник.

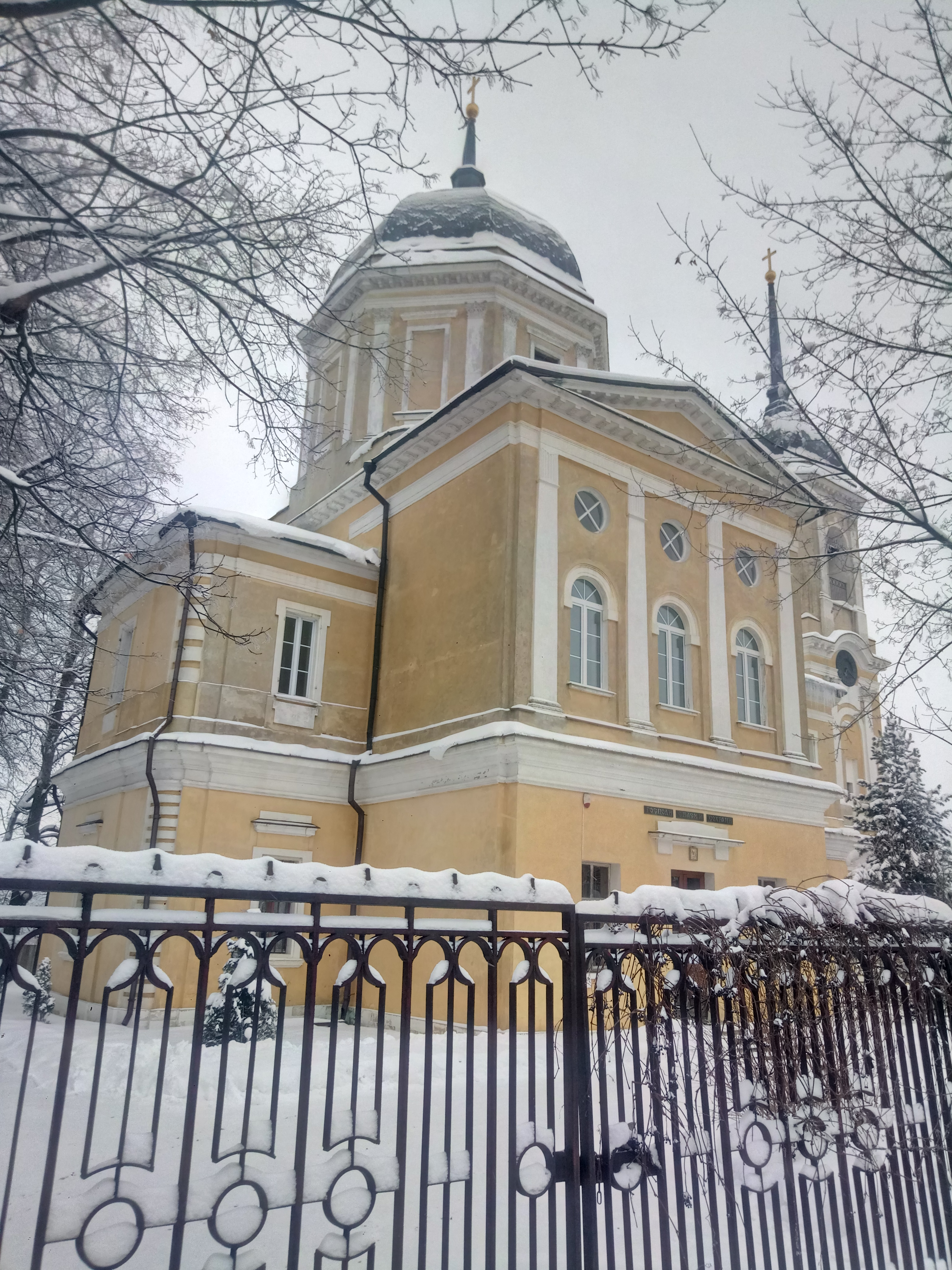
Храм Святителя Николая Чудотворца

## Население
| 2002 | 2006  | 2010  |
| ---- | ----- | ----- |
| 2024 | ↗2026 | ↗2028 |